# Charles Alfred Bertauld
Charles Alfred Bertauld, (Verson, 1812. június 9. – Párizs, 1882. április 8.) francia jogász, a Nemzetgyűlés örökös tagja.

## Életpályája
Miután hosszabb ideig a polgári eljárásjog és a büntetőjog rendes tanáraként működött, a semmítőszék főügyésze lett. 1875-ben a francia Nemzetgyűlés Szenátusának 75 örökös tagja (sénateur inamovible) egyikének választották. (E tisztséget röviddel Bertauld halála után, 1884-ben megszüntették, az akkori örökös tagok mandátumának érintetlenül hagyásával.)
1875 és 1879 között Caen polgármestere volt.

## Fontosabb művei
- Études sur le droit de punir (1850);
- Cours de code pénal (1853);
- Questions et exceptions préjudicielles en matière criminelle (1856).